# Kontrakt na zabijanie
Kontrakt na zabijanie (ang. The Contract) – amerykańsko-niemiecki film sensacyjny z 2006 roku w reżyserii Bruce’a Beresforda. Zdjęcia kręcono w Sofii i Waszyngtonie.

## Fabuła
Frank Carden jest płatnym zabójcą. Wcześniej działał dla rządu, teraz jest wolnym strzelcem. Jego kolejne zlecenie dotyczy zabicia miliardera Lydela Hammonda i jego syna. W trakcie wykonywania zadania Frank zostaje ranny w wypadku samochodowym. Kiedy w szpitalu zostaje zauważona jego broń, zostaje wezwana policja i Frank ma być eskortowany do Waszyngtonu. W drodze zostaje odbity przez przyjaciół, byłych komandosów. Świadkiem zdarzenia jest Ray Keene - były policjant, będący na biwaku razem z synem. Ray zatrzymuje Cardena i zamierza dostarczyć przed sądem. W ślad za nimi rusza policja i przyjaciele zabójcy. Kiedy Ray odkrywa, że wśród ludzi pomagających Cardenowi jest zdrajca, będzie musiał dokonać trudnego wyboru.

## Obsada
- Morgan Freeman – major Frank Carden
- John Cusack – Ray Keene
- Jamie Anderson – Chris Keene
- Alice Krige – agentka Gwen Miles
- Megan Dodds – Sandra
- Corey Johnson – Davis
- Jonathan Hyde – Turner
- Bill Smitrovich – komendant policji Ed Wainwright
- Anthony Warren – Royko
- Thomas Lockyer – Johnson
- Ned Bellamy – Evans
- Gary Whelan – agent Stanfield
- Ian Shaw – Michaels
- Atanas Srebrew – Rodrigues
- Maynard Eziashi – agent Chuck Robbins
- William Tapley – agent Gordon Jennings
- Ryan McCluskey – Lochlan
- Owen Taylor – Mark
- Mark Johnson – Lydel Hammond Jr.